# Haito
Haito (763 - 836) was een abt van de abdij van Reichenau.
Hij ontwierp in de negende eeuw de plattegrond van de tuin van de abdij van Sankt-Gallen. Hij ontwierp hier vermoedelijk een soort van ideale tuin die in drie delen was verdeeld. Een eerste tuin, de herbularius (een kruidentuin) was op zijn beurt ingedeeld in zestien bedden waarbij in elk van de bedden één soort plant stond, zoals lelies, rozen, steentijm, muntsoorten, salie, wijnruit, komijn en venkel. De tweede tuin, de hortus (een moestuin), was bestemd voor uien, selder, prei, koriander, dille, papaver, radijzen, sjalot, bieten, knoflook, sla, pastinaak en karwij. De derde tuin was een boomgaard met fruitbomen.
- Bibliothèque nationale de France: cb17809977r (data)
- Gemeinsame Normdatei: 103086854
- Historisch woordenboek van Zwitserland: 012675
- International Standard Name Identifier: 0000 0003 8225 9368
- Library of Congress Control Number: nb2006006140
- Nationale Bibliotheek van Tsjechië: kup19980000000697
- Virtual International Authority File: 264234123
- WorldCat: E39PBJwRYDmTFYVwmVwyr4fpfq